# Natchnienie malarza
Natchnienie malarza – obraz olejny Jacka Malczewskiego namalowany w 1897.
Obraz powstał w 1897 w Krakowie. Obecnie znajduje się w zbiorach Muzeum Narodowego w Krakowie (nr inw. MNK II-b-2543) i prezentowany jest w Galerii Sztuki Polskiej XIX wieku w Sukiennicach. Wymiary dzieła wynoszą – wysokość: 79 cm, szerokość: 64 cm (z ramą – wysokość: 125,5 cm, szerokość: 92 cm, głębokość: 8,5 cm). Na obrazie umieszczona jest sygnatura autorska J. Malczewski 97.
Obraz Natchnienie malarza jest jednym z pierwszych dzieł dużego cyklu Polonia, ukończonego przez Malczewskiego w 1918. Dzieło przedstawia artystę podczas tworzenia, z ukazującą się z jego wyobraźni postacią kobiecą w kajdanach, będącą personifikacją zniewolonej Polski. W tle widoczne są też sylwetki trzech mężczyzn, symbolizujące być może trzy zabory.

## Udział w wydarzeniach
Obraz był lub jest prezentowany m.in. na poniższych wystawach:
- Rebels and Martyrs: The Artist in the 19th Century, 2006-06-28 – 2006-08-28; The National Gallery in London
- Polska. Siła obrazu, 2021-03-07 – 2021-05-09; Muzeum Narodowe w Poznaniu
- Polska. Siła obrazu, 2020-04-16 – 2020-08-23; Muzeum Narodowe w Warszawie
- Chefs-d’oeuvre de la peinture polonaise. 1840-1918, 2019-09-02 – 2020-02-03; Établissement Public de Coopération Culturelle Musée du Louvre-Lens